# Guglielmo II di Baviera-Straubing
Guglielmo II di Baviera-Straubing (5 aprile 1365 – Bouchain, 30 maggio 1417) fu duca di Baviera-Straubing, conte d'Olanda e Zelanda e conte d'Hainaut dal 1404 fino alla sua morte.

## Origine
Guglielmo, secondo il continuatie IV della Chronologia Johannes de Beke era il figlio maschio primogenito del duca di Baviera, conte d'Olanda e Zelanda e conte d'Hainaut, Alberto I e della moglie, Margherita di Brieg, figlia di Ludovico I il Giusto e di sua moglie Agnese di Sagan (sia il matrimonio che la paternità sono confermati dal Scriptores rerum silesiacarum: oder, Sammlung schlesischer ..., Volume 1).
Alberto I era il figlio maschio terzogenito della Contessa di Hainaut e Contessa d'Olanda e di Zelanda, Margherita e del marito, il duca di Baviera, re di Germania e imperatore, Ludovico IV di Wittelsbach, detto il Bavaro: infatti secondo il continuatie III della Chronologia Johannes de Beke era fratello del conte, Guglielmo V, che, secondo il capitolo n° 81a della Chronologia Johannes de Beke Guglielmo era figlio della Contessa di Hainaut e Contessa d'Olanda e di Zelanda, Margherita e del marito, il duca di Baviera, re di Germania e imperatore, Ludovico IV di Wittelsbach, detto il Bavaro, figlio, secondo la Notæ Fuerstenfeldenses de Ducibus Bavariæ, del duca dell'Alta Baviera Ludovico II (il Severo) e di Matilde d'Asburgo.
Ancora secondo il capitolo n° 81a della Chronologia Johannes de Beke Margherita era la figlia femmina primogenita del Conte di Hainaut e conte d'Olanda e di Zelanda, Guglielmo e della moglie Giovanna di Valois (1294-6 aprile 1342), la figlia terzogenita di Carlo di Valois e di Margherita d'Angiò, e come ci ricorda la Chronologia Johannes de Beke, era sorella del futuro re di Francia (1328) Filippo VI.
Tra i suoi fratelli e sorelle si ricordano Giovanni III, conte d'Olanda, Giovanna, regina di Boemia e di Germania, Giovanna Sofia, duchessa d'Austria e Margherita, contessa di Nevers, poi Duchessa di Borgogna, contessa di Borgogna (Franca Contea), Artois e Fiandre.

## Biografia
Nel 1357, suo zio, il duca di Baviera, conte d'Olanda e Zelanda e conte d'Hainaut, Guglielmo, iniziò a mostrare i primi segni di squilibrio mentale, per tale ragione, suo padre, Alberto, allora ventiduenne, assunse la reggenza (reggente, o ruwaard in olandese) dell'Olanda e dell'Hainaut, come ci viene confermato dal continuatie III della Chronologia Johannes de Beke.
Secondo lo storico genealogista francese, Père Anselme, nel 1373, all'età di otto anni, Guglielmo fu fidanzato a Maria di Francia (di circa tre anni), la figlia del re Carlo V di Francia, la quale morì bambina, nel 1377
Suo padre, Alberto formalmente non succedette al fratello sino al 1388, approfittando di questo periodo per maritare tutte le sue figlie con nobili e principi dell'Impero.
Durante la reggenza i suoi genitori, Alberto e Margherita maritarono tutte le loro figlie con nobili e principi dell'Impero, tra cui, Giovanna, come ci viene confermato dal Benessii de Weitmil Chronicon Ecclesiæ Pragensis, Liber IV, Scriptores Rerum Bohemicarum, Tomus II, il 17 novembre 1370, sposò Venceslao, re dei Romani, figlio dell'imperatore Carlo IV e della sua terza moglie, Anna di Schweidnitz, come ci conferma il Benessii de Weitmil Chronicon Ecclesiæ Pragensis, Liber IV, Scriptores Rerum Bohemicarum, Tomus II; anche il continuatie IV della Chronologia Johannes de Beke, conferma il matrimonio; mentre Margherita, secondo il Oude Kronik van Brabant, p. 80 (non consultato), nel 1385, a Cambrai sposò il conte di Nevers, Giovanni di Borgogna, detto il Senza Paura, come conferma anche il continuatie IV della Chronologia Johannes de Beke e, nel 1386, sempre secondo la Chronologia Johannes de Beke, Guglielmo sposò la sorella di Giovanni di Borgogna, Margherita, figlia del duca di Borgogna Filippo II, e della contessa di Borgogna (Franca Contea), Artois e Fiandre, Margherita III di Male, come ci conferma il Iohannis de Thilrode Chronicon 19.
Alla morte di suo zio, Guglielmo, senza eredi legittimi, gli succedette suo padre, Alberto I, come ci viene confermato dal continuatie III della Chronologia Johannes de Beke, e le tensioni tra i due partiti politici, gli Hoeks (nobili) e i Kabeljauws (borghesi), erano riprese, anche per colpa di Aleid van Poelgeest, una rappresentante della borghesia, particolarmente attraente, di cui Alberto I si era innamorato e che pertanto aveva una forte influenza nella politica olandese. Gli Hoeks ed alcuni membri della famiglia di Alberto ordirono pertanto un complotto e nel settembre 1393 Aleid venne uccisa a L'Aia. Per questo motivo Alberto perseguitò a lungo gli Hoeks, distruggendo la maggior parte delle loro roccaforti. A seguito di questo avvenimento vi fu una contesa col figlio maschio primogenito, Guglielmo, alleato degli Hooks, che li portò ad uno scontro, che ben presto (nel 1394) ebbe termine.
Alla morte del padre, Alberto, nel 1404, Guglielmo gli succedette come Conte d'Olanda, Zelanda e Hainaut e come Duca di Baviera-Straubing.
Nel 1408 venne sconfitto con Giovanni di Borgogna nella battaglia di Oteé e con Ludovico VII di Baviera, dai cittadini di Liegi che erano in rivolta contro il fratello di Guglielmo Giovanni III di Baviera-Straubing, Vescovo della città (Giovanni, era diventato, nel 1390, Vescovo di Liegi). Il regno di Guglielmo fu minato da una serie di problematiche interne, soprattutto nella contea d'Olanda. In particolare il Nobile Giovanni di Arkel supportò i nemici di Guglielmo in Olanda, sino al 1412, quando Giovanni si arrese a Guglielmo, che divenne signore di Arkel.
Guglielmo fece testamento in favore della figlia Giacomina, prima della propria morte, che lo colse nel castello di Bouchain, il 30 maggio 1417 e fu sepolto a Valenciennes; la morte di Guglielmo (domini ducis Willelmi Bavarie et Hanonie comitis) ci viene confermata dal Ex Necrologio Sanctæ Waldetrudis il 31 di maggio (iride kal. Iuni).
Comunque, alla morte di Guglielmo nel 1417, scoppiò una guerra di successione tra suo fratello Giovanni, Vescovo di Liegi e Giacomina di Hainaut. Questo fu l'ultimo episodio della guerra civile olandese, che culminò con il passaggio dei territori nelle mani dei borgognoni. Il Ducato di Baviera-Straubing venne diviso tra i vari duchi di Baviera e i Baviera-Monaco ne acquisirono la parte maggiore nel 1429.

## Discendenza
Dal matrimonio con Margherita nacque una sola figlia: 
- Giacomina di Hainaut (1401 -1436), la quale succedette al padre nei territori di Olanda ed Hainaut.

## Ascendenza
|                                   |                         |                                  | Genitori                         |  |  | Nonni |  |  | Bisnonni                   |  |  | Trisnonni            |  |
|                                   |                         |                                  |                                  |  |  |       |  |  | Ludovico II del Palatinato |  |  | Ottone II di Baviera |  |
|                                   |                         |                                  |                                  |  |  |       |  |  | Ludovico II del Palatinato |  |  | Ottone II di Baviera |  |
|                                   |                         | Agnese del Palatinato            |                                  |  |  |       |  |  | Ludovico II del Palatinato |  |  |                      |  |
| Ludovico il Bavaro                |                         |                                  |                                  |  |  |       |  |  | Ludovico II del Palatinato |  |  |                      |  |
|                                   |                         | Matilde d'Asburgo                | Rodolfo I d'Asburgo              |  |  |       |  |  |                            |  |  |                      |  |
|                                   |                         | Matilde d'Asburgo                | Rodolfo I d'Asburgo              |  |  |       |  |  |                            |  |  |                      |  |
|                                   |                         | Matilde d'Asburgo                | Gertrude di Hohenberg            |  |  |       |  |  |                            |  |  |                      |  |
| Alberto I di Baviera              |                         | Matilde d'Asburgo                |                                  |  |  |       |  |  |                            |  |  |                      |  |
|                                   |                         | Guglielmo I di Hainaut           | Giovanni I di Hainaut            |  |  |       |  |  |                            |  |  |                      |  |
|                                   |                         | Guglielmo I di Hainaut           | Giovanni I di Hainaut            |  |  |       |  |  |                            |  |  |                      |  |
|                                   |                         | Guglielmo I di Hainaut           | Filippa di Lussemburgo           |  |  |       |  |  |                            |  |  |                      |  |
| Margherita II di Hainaut          |                         | Guglielmo I di Hainaut           |                                  |  |  |       |  |  |                            |  |  |                      |  |
|                                   |                         | Giovanna di Valois               | Carlo di Valois                  |  |  |       |  |  |                            |  |  |                      |  |
|                                   |                         | Giovanna di Valois               | Carlo di Valois                  |  |  |       |  |  |                            |  |  |                      |  |
|                                   |                         | Giovanna di Valois               | Margherita d'Angiò               |  |  |       |  |  |                            |  |  |                      |  |
| Guglielmo II di Baviera-Straubing |                         | Giovanna di Valois               |                                  |  |  |       |  |  |                            |  |  |                      |  |
|                                   | Boleslao III il Prodigo | Enrico V il Grasso               |                                  |  |  |       |  |  |                            |  |  |                      |  |
|                                   | Boleslao III il Prodigo | Enrico V il Grasso               |                                  |  |  |       |  |  |                            |  |  |                      |  |
|                                   | Boleslao III il Prodigo | Elisabetta di Kalisz             |                                  |  |  |       |  |  |                            |  |  |                      |  |
| Ludovico I il Giusto              | Boleslao III il Prodigo |                                  |                                  |  |  |       |  |  |                            |  |  |                      |  |
|                                   |                         | Margherita di Boemia             | Venceslao II di Boemia           |  |  |       |  |  |                            |  |  |                      |  |
|                                   |                         | Margherita di Boemia             | Venceslao II di Boemia           |  |  |       |  |  |                            |  |  |                      |  |
|                                   |                         | Margherita di Boemia             | Guta d'Asburgo                   |  |  |       |  |  |                            |  |  |                      |  |
| Margherita di Brieg               |                         | Margherita di Boemia             |                                  |  |  |       |  |  |                            |  |  |                      |  |
|                                   |                         | Enrico IV il Fedele              | Enrico III di Głogów             |  |  |       |  |  |                            |  |  |                      |  |
|                                   |                         | Enrico IV il Fedele              | Enrico III di Głogów             |  |  |       |  |  |                            |  |  |                      |  |
|                                   |                         | Enrico IV il Fedele              | Matilde di Brunswick-Lüneburg    |  |  |       |  |  |                            |  |  |                      |  |
| Agnese di Sagan                   |                         | Enrico IV il Fedele              |                                  |  |  |       |  |  |                            |  |  |                      |  |
|                                   |                         | Matilde di Brandeburgo-Salzwedel | Ermanno di Brandeburgo-Salzwedel |  |  |       |  |  |                            |  |  |                      |  |
|                                   |                         | Matilde di Brandeburgo-Salzwedel | Ermanno di Brandeburgo-Salzwedel |  |  |       |  |  |                            |  |  |                      |  |
|                                   |                         | Matilde di Brandeburgo-Salzwedel | Anna d'Asburgo                   |  |  |       |  |  |                            |  |  |                      |  |
|                                   |                         | Matilde di Brandeburgo-Salzwedel |                                  |  |  |       |  |  |                            |  |  |                      |  |

### Fonti primarie
- (LA)  Monumenta Germaniae Historica, Scriptores, tomus XXI.
- (LA)  Monumenta Germaniae Historica, Scriptores, tomus XXIV.
- (LA)  Monumenta Germaniae Historica, Scriptores, tomus XXV.
- (LA)  Chronologia Johannes de Bek.
- (LA)  Scriptores rerum silesiacarum: oder, Sammlung schlesischer ..., Volume 1
- (LA)  Chronicon Bohemicum Anonymi, Scriptores Rerum Bohemicarum, Tomus II

### Letteratura storiografica
- (FR)  Histoire de la maison royale de France et des grands officiers de la Couronne.
- W.T. Waugh, "Germania: Ludovico il Bavaro", cap. IX, vol. VI (Declino dell'impero e del papato e sviluppo degli stati nazionali) della Storia del Mondo Medievale, 1999, pp. 372–400.
- W.T. Waugh, "Germania: Carlo IV", cap. X, vol. VI (Declino dell'impero e del papato e sviluppo degli stati nazionali) della Storia del Mondo Medievale, 1999, pp. 401–422.
- Alexander Bruce Boswell, "l'ordine teutonico", cap. XIII, vol. VI (Declino dell'impero e del papato e sviluppo degli stati nazionali) della Storia del Mondo Medievale, 1999, pp. 501–530.
- Henry Pirenne, "I Paesi Bassi", cap. XII, vol. VII (L'autunno del Medioevo e la nascita del mondo moderno) della Storia del Mondo Medievale, 1999, pp. 411–444.